# Manly (Iowa)
Manly es una ciudad ubicada en el condado de Worth en el estado estadounidense de Iowa. En el Censo de 2010 tenía una población de 1323 habitantes y una densidad poblacional de 348,44 personas por km².

## Geografía
Manly se encuentra ubicada en las coordenadas 43°17′17″N 93°12′4″O / 43.28806, -93.20111. Según la Oficina del Censo de los Estados Unidos, Manly tiene una superficie total de 3.8 km², de la cual 3.8 km² corresponden a tierra firme y (0%) 0 km² es agua.

## Demografía
Según el censo de 2010, había 1323 personas residiendo en Manly. La densidad de población era de 348,44 hab./km². De los 1323 habitantes, Manly estaba compuesto por el 97.66% blancos, el 0.53% eran afroamericanos, el 0.23% eran amerindios, el 0.3% eran asiáticos, el 0% eran isleños del Pacífico, el 0.3% eran de otras razas y el 0.98% pertenecían a dos o más razas. Del total de la población el 2.49% eran hispanos o latinos de cualquier raza.